# Región de Trenčín
La región de Trenčín (en eslovaco: Trenčiansky kraj) es una de las ocho regiones administrativas (kraj) de Eslovaquia. La capital es la ciudad de Trenčín.

## Demografía
| Año        | 1994    | 2004    | 2014    | 2024    |
| ---------- | ------- | ------- | ------- | ------- |
| Población  | 608 990 | 601 392 | 591 233 | 565 572 |
| Diferencia |         | −1,24 % | −1,68 % | −4,34 % |

| Año        | 2023    | 2024    |
| ---------- | ------- | ------- |
| Población  | 568 102 | 565 572 |
| Diferencia |         | −0,44 % |

## Distritos

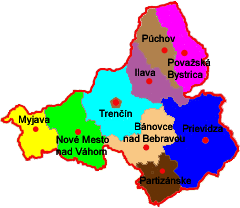
Distritos de la región de Trenčín.

La región de Trenčín se subdivide en 9 distritos (en eslovaco okresy) y 274 municipios (obce):
- Distrito de Bánovce nad Bebravou
- Distrito de Ilava
- Distrito de Myjava
- Distrito de Nové Mesto nad Váhom
- Distrito de Partizánske
- Distrito de Považská Bystrica
- Distrito de Prievidza
- Distrito de Púchov
- Distrito de Trenčín

### Municipios
Cuenta con 276 municipios